# Вільги

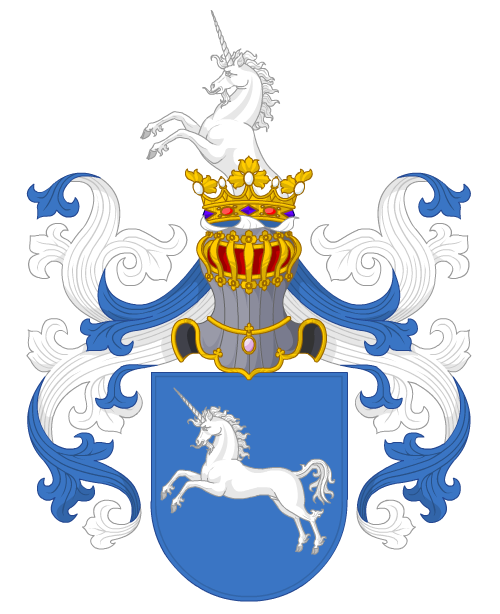
Герб Бонча.

Вільги гербу Бонча (пол. Wilga) — шляхетський рід Речі Посполитої. Був представлений у Равському і Руському воєводствах.

## Представники
- Миколай Вільга — отримав за заслуги від Сигізмунда ІІ Августа Остролецьке староство. Оселився у Мазовецькому воєводстві. Підписувався «з Цегнова». Дружина — Анна-Олександра Іловська, донька плоцького воєводи. Мав від неї кількох доньок та сина Анджея.
  - Анджей Вільга — син Миколая. Служив у військах курфюрста Брандербурзького, де вислужився до старшого офіцера. Дружина — Анна Дановська. Від неї мав єдиного сина Каспара.
    - Каспар Вільга — син Анджея. Служив у війську, де вислужився до чину полковника. Дружина — Естер Маєр. Мав від неї сина Франциска-Фабіана.
      - Францішек-Фабіан Вільга — син Каспара. Служив у війську. За правління Яна ІІІ Августа вислужився до чину полковника й дерптського підкоморія. Закінчив службу в званні генерал-майора. Дружина — Теофіла Єрузfльська (Ярузельська) — донька підляського підстольника. Від неї мав синів Фелікса, Войцеха і Людвіка, а також кількох доньок.
        - Войцех Вільга — син Францішка-Фабіана. Підписувався «з Горжимежа». Переселився з Равського воєводства на Волинь. Одружився з представницею роду Корбут. Мав від неї сина Кшиштофа.
          - Людвік Вільга (1750–1797) — син Францішка-Фабіана. Чернігівський воєвода.
            - Йоахим Вільга — син Людвіка. Маршалок Волинської шляхти.